# Ricinoididae
Ricinoididae — єдина сучасна родина павукоподібних ряду рицінулей (Ricinulei). Інші родини рицінулей відомі у викопному стані у крейдяному періоді.

## Класифікація
Родина містить з роди та 58 видів:
- Cryptocellus
- Pseudocellus
- Ricinoides